# Bhuj
Bhuj (gudź. ભુજ, Bhudź) – miasto w Indiach, w stanie Gudźarat. W 2011 roku miasto liczyło 188 236 mieszkańców.